# オメガの扉 〜HELLO, VIFAM〜
「オメガの扉 〜HELLO, VIFAM〜」（おめがのとびら ハロー バイファム）は、KATSUMIの21枚目のシングル。

## 解説
1998年に放送されたTVアニメ『銀河漂流バイファム13』のオープニング・テーマ。ジャケットには同アニメのイラストが使われている。
『銀河漂流バイファム』の主題歌であった『HELLO, VIFAM』（TAO、1983年発売）のカバー曲で、全編英語の歌詞である原曲に自ら日本語訳詞を手掛けているが、原曲を訳したものではなく実際にはオリジナルの日本語詞になっている。
自身初のカップリング曲が収録されなかったシングルで、現在までオリジナル・アルバムには未収録である。

## 収録曲
作詞：ジャネット・辻野,日本語詞：KATSUMI,作曲：David Mann,編曲：中村修司
1. オメガの扉 〜HELLO, VIFAM〜
2. オメガの扉 〜HELLO, VIFAM〜 （オリジナル・カラオケ）